# Ectropis mesoplatys
Ectropis mesoplatys är en fjärilsart som beskrevs av Eugen Wehrli 1943. Ectropis mesoplatys ingår i släktet Ectropis och familjen mätare. Inga underarter finns listade i Catalogue of Life.